# Cornus sericea
Cornus sericea là một loài thực vật có hoa trong họ Cornaceae. Loài này được L. miêu tả khoa học đầu tiên năm 1771.
Đây là loài bản địa trên khắp miền bắc và phía tây Bắc Mỹ từ Alaska đến đông Newfoundland, phía Nam đến Durango và Nuevo León ở phía tây, và Illinois và Virginia ở phía đông.